# منتخب تونس تحت 23 سنة لكرة الطائرة للرجال
منتخب تونس تحت 23 سنة لكرة الطائرة للرجال (بالفرنسية: Équipe de Tunisie des moins de 23 ans de volley-ball)‏ هو ممثل تونس الرسمي في المنافسات الدولية في كرة طائرة في فئة كرة الطائرة للرجال تحت 23 سنة.
تشرف عليه الجامعة التونسية للكرة الطائرة (FTVB).